# 札幌市立南月寒小学校
札幌市立南月寒小学校（さっぽろしりつ みなみつきさむしょうがっこう）は、北海道札幌市豊平区月寒西4条8丁目にある市立小学校。
校木はイチョウであり、校庭の周囲に植樹されている。
校舎は4階建てで、3 - 4階の一部が体育館となっている。

## 沿革
- 1976年（昭和51年）
  - 7月21日 - 校名を札幌市立南月寒小学校と定める。
  - 9月30日 - 校章制定。
  - 10月1日 - 校歌制定。
  - 10月4日 - 南月寒小学校の設置認可。
- 1977年（昭和52年）
  - 3月26日 - 札幌市立月寒小学校より分割し、南月寒小学校の開校。
  - 6月13日 - 校庭の周囲に校木を植樹。
- 1986年（昭和61年）3月25日 - 札幌市立西岡北小学校開校に伴い、通学区の変更。
- 1987年（昭和62年）4月1日 - 言語障害特殊学級（あおぞら教室）の開設。
- 1993年（平成5年）4月1日 - 言語障害特殊学級が言語障害通級指導教室と改称。